# Louis Mitchell
Louis A. Mitchell (Filadelfia, Pensilvania, 17 de diciembre de 1885 - Washington D. C., 12 de septiembre de 1957), o Louis H. Mitchell según algunos autores, fue un baterista, cantante, director de orquesta de jazz tradicional y actor estadounidense.
Inició su carrera en una compañía de minstrels, aunque en 1912 deja el teatro para formar una banda de jazz, llamada "Southern Symphony Quintet", actuando regularmente en diversos clubs de Nueva York, entre ellos el famoso "Reisenweber's" (1914). Después viajó a Gran Bretaña como acompañante de una pareja de baile, aunque regresa a Estados Unidos al declararse la Primera Guerra Mundial, enrolándose en la orquesta del "Clef Club", dirigida por Jimmy Reese Europe, donde ejerció de cantante. Viajaría nuevamente a Europa (1919), donde permanece largo tiempo, entre Inglaterra, Bélgica y París, lugar este último en el que graba varios discos para Pathé (1921-1923) y toca con Sidney Bechet. Después de esto, abandona la escena musical.
Para autores como Robert Goffin, Mitchell desempeñó un papel muy importante en el desarrollo del jazz, y en cualquier caso su banda desarrolló un estilo bien diferenciado del que, en esa misma época, se hacía en Nueva Orleans o Chicago. Para muchos, es uno de los embriones de la corriente mainstream de desarrollo del jazz en Nueva York.